# Masahiro Fukuda
Masahiro Fukuda, född 27 december 1966 i Yokohama, Japan, är en japansk tidigare fotbollsspelare.